# Mosteiro Cocoș

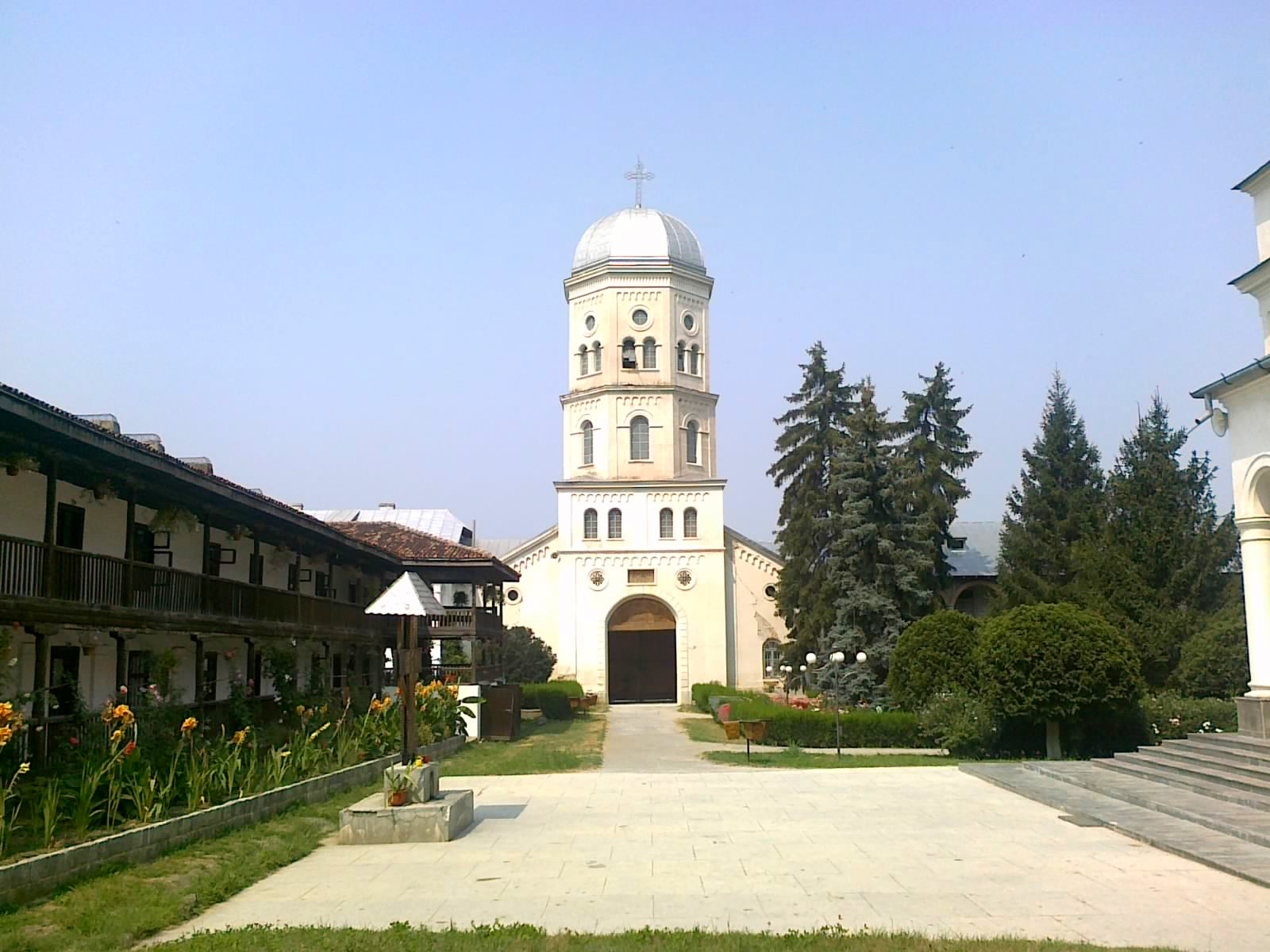
Mosteiro Cocoș

O Mosteiro de Cocoş é um mosteiro em Isaccea, Roménia, localizado numa clareira na floresta 6   km ao sul do centro da cidade e 6   km de Niculițel .
O mosteiro inclui a casa de um abade, várias residências de monges, um campanário, uma capela e uma igreja dedicada à Dormição de Theotokos, todos os quais estão na lista de monumentos históricos da Roménia, sendo construídos entre 1883 e 1913 .